# Hebron
För andra betydelser, se Hebron (olika betydelser).
Hebron (hebreiska: חֶבְרוֹן; arabiska: الخليل, al-Khalil) är den största staden på Västbanken, belägen på en fruktbar högslätt 930 meter över havet, 35 kilometer sydsydväst om Jerusalem. Hebron tillhör de palestinska territorierna. Staden ingick i det i Bibeln omnämnda Judeen, varigenom det är judendomens andra heligaste stad, efter Jerusalem, och den är likaså helig för islam och kristendomen. Namnet Hebron är av västsemitiskt ursprung, medan dess arabiska namn är en anspelning på patriarken Abraham. Hebron kallas därför ibland Patriarkernas stad.

## Historia
Hebron är en av världens äldsta städer där bebyggelse från 2000-talet f.Kr. har påträffats. Enligt den judiske historikern Josefus var staden äldre än Memfis och på hans tid redan 2 300 år gammal. På grund av sitt läge har Hebron av gammalt varit en korsningspunkt för flera betydelsefulla vägar: från Jerusalem, Gazaremsan, Be'er Sheva och från Röda havet. 
Hebron är känd som Abrahams stad och är i Bibeln nämnd redan i Abrahams historia. Han själv, hans hustru Sara samt några av hans barn är enligt traditionen begravda i Makpelagrottan. Den kristne bysantinske kejsaren Justinianus I uppförde på 500-talet en kyrka över graven, som emellertid förstördes av zoroastriska sasaniderna år 614. På samma plats byggdes senare den nuvarande Ibrahimmoskén, som inte fått beträdas av någon med icke-muslimsk tro annat än i ett fåtal undantagsfall. Nordväst om Hebron ligger traditionens Mamres lund och Abrahams ek. 
I modern tid har två kända massakrer ägt rum i Hebron, en 1929 och en 1994.

## Nuvarande politiska situation
Efter 1948 års arabisk-israeliska krig och bildandet av staten Israel kom Hebron att hamna på den arabiska delen av Palestina. Efter Israels ockupation 1967 flyttade små grupper av judiska bosättare in i staden, skyddade av Israels försvarsmakt.  Till följd av säkerhetszoner kring bosättarnas hus och bosättarnas speciella vägar har många invånare tvingats bort från staden centrum. Det förekommer mellan de bägge grupperna stundtals grova trakasserier och ömsesidiga attacker.
Den Palestinska myndigheten administrerar Hebron sedan  1994, som ett resultat av Osloprocessen.
Trots internationella protester gav den israeliska militärmyndigheten 2004 klartecken till bygget av en förbifart - en direktväg separerad från stadens gatunät mellan Abrahamshelgedomen och en bosättning strax utanför staden. Ett tio meter brett stråk revs rakt genom Hebrons uråldriga husmassa.

## Arkitektur
Hebrons historiska stadskärna, där många folk och kulturer lämnat avtryck under mer än fem millennier, är relativt intakt. Bland husen av huggen kalksten finns köpmanshus med öppna innergårdar, välbevarade basargator, hamam (bad) och värdshus. Det finns ett flertal synagogor, moskéer och en kyrka i staden.

## Organisationer
- TIPH – Temporary International Presence in Hebron har till uppdrag är att övervaka staden Hebron genom obeväpnade internationella observatörer. De rapporterar våldshandlingar och skall säkerställa säkerheten för palestinierna i staden.
- Hebron University Research Center bedriver forskning och studier.
- Hebron Rehabilitation Committee, HRC,  är en fristående organisation, bildad 1996 i syfte att värna Hebrons kulturarv.
- CPT, the Christian Peacemaker Team och det Ekumeniska följeslagarprogrammet i Palestina och Israel har en observatörsfunktion och fungerar som följeslagare i utsatta områden. En prioriterad verksamhet är att eskortera palestinska barn till och från skolan för att genom sin närvaro skydda dem mot bosättares attacker.